# Karlstadpartiet Livskvalitet
Karlstadpartiet Livskvalitet (KPL) är ett lokalt politiskt parti i Karlstads kommun.

## Historik
Partiet bildades 2018 efter protester mot den planerade byggnationen av en temapark med Mumin-tema på en del av Skutberget. Vid valet samma år fick partiet tre platser i kommunfullmäktige, men två av dessa hoppade sedan av och gick med i Vänsterpartiets fullmäktigegrupp istället.
Partiet bildades efter initiativ av bland andra Bo Landin som hoppade av innan valet 2018.
Den tidigare boxaren Anders Holmberg utsågs i mars 2018 till ordförande för partiet, fast han var medlem i moderaterna, Holmberg avgick sedan i juni 2018 tillsammans med stor del av styrelsen. Dessa blev sedan polisanmälda av kvarvarande styrelse. I juli valdes Anders Halvardsson till ny ordförande på ett extra insatt årsmöte, och i november 2018 hoppade även Halvardsson av tillsammans med vice ordföranden. I december 2018 utsågs Gudridur Olafsdottir till vice ordförande i partiet. 28 mars 2019 utsågs Kenneth Johansson till ordförande och Göran Johansson till ny vice ordförande. 20 augusti 2019 utsågs Eva-Britt Johansson till ytterligare talesperson förutom Sörensen. I juni 2020 bytte partiet ordförande till Pär Eklund.

## Valresultat
| År   | Röster | %    | Mandat  |
| ---- | ------ | ---- | ------- |
| 2018 | 2 997  | 4,75 | 3 av 61 |
| 2022 | 2 138  | 3,42 | 2 av 61 |